# Vasile Muraru
Vasile Muraru (n. 14 noiembrie 1956, Doina, Neamț) este un actor român de comedie. A format un cuplu comic alături de Nae Lăzărescu timp de 30 de ani.
A fost director al teatrului „Constantin Tănase”.

## Studii
A absolvit Facultatea de Teatru la clasa profesorului Dem Rădulescu. 

## Filmografie
- Între oglinzi paralele (1979)
- Expresul de Buftea (1979)
- Mireasa din tren (1980)
- Burebista (1980)
- Detașamentul „Concordia” (1981) – Nicolae Baciu
- Melodii la Costinești (1983) – George „Gogu” Moț
- Viraj periculos (1983) - Tilă
- Sfîrșitul nopții (1983)
- Zbor periculos (1984) – mecanicul Mitică Tofan
- Fapt divers (1985)
- Căsătorie cu repetiție (1985) – grăjdar
- Noi, cei din linia întâi (1986) – fruntașul Petcu
- Un oaspete la cină (1986)
- Cuibul de viespi (1987) – Ionică
- Pădurea de fagi (1987)
- François Villon – Poetul vagabond (1987)
- Zîmbet de Soare (1988)
- Niște băieți grozavi (1988) – Gogă
- Novăceștii (1988) – voce
- Un studio în căutarea unei vedete (1989)
- Miss Litoral (1991) – polițist
- Tusea și junghiul (1992)
- Liceenii în alertă (1993) – nea Gică
- La bloc (2002) – Felix Comunistu'
- Cuscrele (2005) - Detectiv Tache
- Și totul era nimic... (2006)
- Mama ei de tranziție (2011) - Domnul Basil
- Ultimul corupt din România (2012) - episcopul Caisie
- Ana, mon amour (2017) - tatăl lui Toma
- Miracol (2021) - comisar șef
- Oameni de treabă (2022) - primarul Constantin